# حكومة علي رضا الركابي الأولى
حكومة علي رضا باشا الركابي الأولى، هي الحكومة الرابعة في عهد إمارة شرق الأردن. تشكلت بتاريخ 10 مارس 1922م بعد استقالة حكومة مظهر رسلان السابقة، واستمرت حتى تاريخ 28 يناير 1923.

## أعضاء الحكومة
| الرقم | الإسم                  | المهام الوزارية           | ملاحظات |
| ----- | ---------------------- | ------------------------- | ------- |
| 1     | علي رضا الركابي        | رئيس المستشارين           |         |
| 2     | الأمير شاكر بن زيد (1) | نائب للعشائر              |         |
| 3     | أحمد مريود             | معاون نائب العشائر        |         |
| 4     | مظهر رسلان             | مستشار الملكية (الداخلية) |         |
| 5     | أحمد حلمي عبد الباقي   | مستشار المالية            |         |

في 1 أغسطس 1922، أجري التعديل الأول والوحيد على هذه الحكومة وأنضم إليها وزيران كما يلي:
| الرقم | الإسم             | المهام الوزارية                     | ملاحظات |
| ----- | ----------------- | ----------------------------------- | ------- |
| 1     | إبراهيم هاشم      | مستشار العدلية وعضو مجلس المستشارين |         |
| 2     | الشيخ سعيد الكرمي | قاضي القضاة وعضو مجلس المستشارين    |         |

## أهم الأحداث
بادرت هذه الحكومة إلى إخماد تمرد الكورة فتم لها ذلك في أيار 1922 وتوطدت بذلك سلطة الحكومة في جميع أنحاء البلاد ثم قام الأمير عبد الله خلال شهر تشرين الأول 1922 بزيارة رسمية إلى بريطانيا رافقه السيد الركابي رئيس المستشارين، وقد جرت أثناء هذه الزيارة مباحثات سياسية تمخضت عن موافقة الحكومة البريطانية على الاعتراف رسميا باستقلال الامارة الأردنية وقدمت الوزارة استقالتها في 28 يناير 1923.